# Línea de transmisión planar

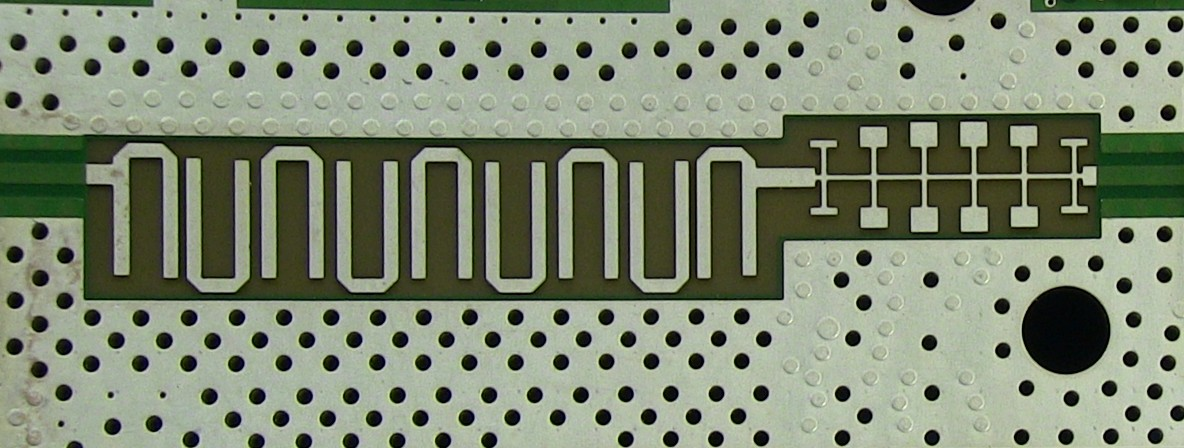
Líneas de transmisión planares de circuito impreso utilizadas para crear filtros en un analizador de espectro de 20 GHz. La estructura de la izquierda se llama filtro hairpin y es un ejemplo de filtro paso banda. La estructura de la derecha es un stub y es un filtro paso bajo. Las regiones perforadas arriba y abajo no son líneas de transmisión, sino blindaje electromagnético para el circuito.

Las líneas de transmisión planares son líneas de transmisión con conductores, o en algunos casos tiras dieléctricas (aislantes), que tienen forma plana o de cinta. Se utilizan para interconectar componentes en circuitos impresos e integrados que operan a frecuencias de microondas, ya que este tipo planar se adapta bien a los métodos de fabricación de estos componentes. Las líneas de transmisión son más que simples interconexiones. Con interconexiones simples, la propagación de la onda electromagnética a lo largo del cable es lo suficientemente rápida como para considerarse instantánea, y los voltajes en ambos extremos del cable pueden considerarse idénticos. Sin embargo, si el cable tiene una longitud mayor a una fracción significativa de la longitud de onda (una décima parte es una regla práctica común), estas suposiciones dejan de ser válidas y se debe utilizar la teoría de las líneas de transmisión. En las líneas de transmisión, la geometría de la línea está precisamente controlada (en la mayoría de los casos, la sección transversal se mantiene constante a lo largo de la longitud), lo que hace que su comportamiento eléctrico sea altamente predecible. A frecuencias más bajas, estas consideraciones son necesarias solo para los cables que conectan diferentes equipos, pero a frecuencias de microondas, la distancia a la cual se vuelve necesaria la teoría de líneas de transmisión se mide en milímetros. Por lo tanto, se necesitan líneas de transmisión dentro de los circuitos.
El tipo más antiguo de línea de transmisión planar fue concebido durante la Segunda Guerra Mundial por Robert M. Barrett. Se conoce como stripline y es uno de los cuatro tipos principales de aplicación moderna, junto con microstrip, suspended stripline y guía de ondas coplanaria. Los cuatro tipos consisten en un par de conductores (aunque en tres de ellos, uno de estos conductores es el plano de tierra). En consecuencia, estos tipos tienen un modo de transmisión dominante (el patrón del campo de la onda electromagnética) que es idéntico o casi idéntico al modo encontrado en un par de cables. Otros tipos de líneas de transmisión planares, como slotline, finline e imageline, transmiten a lo largo de una tira dieléctrica, y la guía de ondas integrada en el sustrato forma una guía dieléctrica dentro del sustrato con filas de postes. Estos tipos no pueden soportar el mismo modo que un par de cables y, en consecuencia, tienen diferentes propiedades de transmisión. Muchos de estos tipos tienen un ancho de banda más estrecho y, en general, producen más distorsión de señal que los pares de conductores. Sus ventajas dependen del tipo exacto que se compare, pero pueden incluir baja pérdida y un mejor rango de impedancia característica.
Las líneas de transmisión planares pueden usarse tanto para construir componentes como para interconectarlos. A frecuencias de microondas, a menudo los componentes individuales en un circuito son más grandes que una fracción significativa de una longitud de onda. Esto significa que ya no pueden tratarse como componentes concentrados, es decir, como si existieran en un solo punto. Los componentes pasivos concentrados son a menudo poco prácticos a frecuencias de microondas, ya sea por esta razón o porque los valores requeridos son demasiado pequeños para fabricarse. Un patrón de líneas de transmisión puede utilizarse para cumplir la misma función que estos componentes. De esta manera se pueden construir circuitos completos, llamados circuitos de elementos distribuidos. Este método se usa a menudo para los filtros. Este método es particularmente atractivo para su uso en circuitos impresos e integrados, ya que estas estructuras pueden fabricarse con los mismos procesos que el resto del ensamblaje simplemente aplicando patrones al sustrato existente. Esto otorga una gran ventaja económica a a las tecnologías planares sobre otros tipos, como las líneas coaxiales.
Algunos autores distinguen entre líneas de transmisión, que utilizan un par de conductores, y guías de ondas, que no utilizan conductores o solo uno para confinar la onda en el dieléctrico. Otros usan los términos indistintamente. Este artículo incluye ambos tipos, siempre que sean en forma planar. Los nombres utilizados son los comunes y no necesariamente indican el número de conductores. El término «guía de ondas» se refiere a la guía de ondas metálica hueca o rellena de dieléctrico, que no es una forma planar.

## Propiedades generales

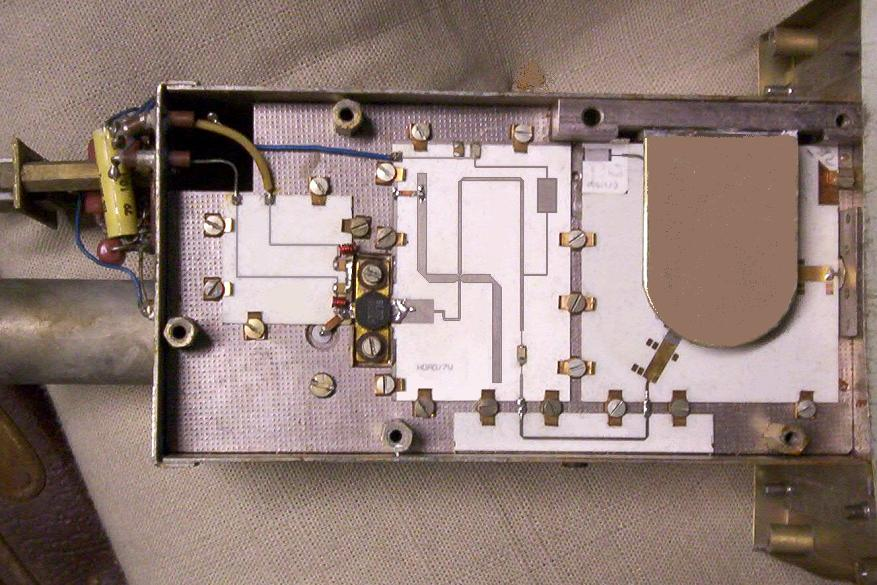
Un amplificador de potencia de RF que incorpora estructuras de circuitos planares. El amplificador de la izquierda alimenta su salida a un conjunto de filtros de líneas de transmisión planares en el centro. El tercer bloque de circuito a la derecha es un circulador para proteger el amplificador de reflexiones accidentales de potencia desde la antena.

Las líneas de transmisión planares son aquellas en las que los conductores son esencialmente planos. Los conductores consisten en tiras planas y, generalmente, hay uno o más planos de tierra paralelos a la superficie plana de los conductores. Los conductores están separados de los planos de tierra, a veces con aire entre ellos, pero más frecuentemente con un material dieléctrico sólido. Las líneas de transmisión también pueden construirse en formatos no planares, como cables o líneas coaxiales. Además de las interconexiones, existe una amplia gama de circuitos que pueden implementarse con líneas de transmisión. Estos incluyen filtros, divisores de potencia, acopladores direccionales, redes de adaptación de impedancia y circuitos de choque para suministrar polarización a componentes activos. La principal ventaja de los tipos planares es que pueden fabricarse utilizando los mismos procesos que se emplean para fabricar circuitos impresos e integrados, particularmente a través del proceso de fotolitografía. Las tecnologías planares son, por lo tanto, especialmente adecuadas para la producción en masa de estos componentes.
El uso de elementos de circuito construidos con líneas de transmisión es más útil a frecuencias de microondas. A frecuencias más bajas, la mayor longitud de onda hace que estos componentes sean demasiado voluminosos. A las frecuencias de microondas más altas, los tipos de líneas de transmisión planares suelen tener demasiadas pérdidas, por lo que se utiliza la guía de ondas. Sin embargo, las guías de ondas son más voluminosas y costosas de fabricar. A frecuencias aún más altas, las guías de ondas dieléctricas (como la fibra óptica) se convierten en la tecnología preferida, aunque existen tipos planares de guías de ondas dieléctricas. Los tipos de líneas de transmisión planar más ampliamente utilizados son stripline, microstrip, suspended stripline y guía de ondas coplanaria.

## Modos

Patrones de campo para modos seleccionados: A: Quasi-TEM en microstrip. B: Quasi-TEM en CPW (modo par). C: Modo slotline en CPW (modo impar).

Un parámetro importante para las líneas de transmisión es el modo de transmisión utilizado. Este modo describe los patrones del campo electromagnético generados por la geometría de la estructura de transmisión. Es posible que varios modos existan simultáneamente en la misma línea. Por lo general, se toman medidas para suprimir todos los modos excepto el deseado. Sin embargo, algunos dispositivos, como los filtros de modo dual, aprovechan la transmisión de más de un modo.

### Modo TEM
El modo encontrado en cables y conductores ordinarios es el modo transversal electromagnético (TEM). Este es también el modo dominante en algunas líneas de transmisión planar. En el modo TEM, los vectores de intensidad del campo eléctrico y magnético son transversales a la dirección de propagación de la onda y ortogonales entre sí. Este modo puede utilizarse en frecuencias bajas, hasta llegar a cero (es decir, corriente continua o CC).
Una propiedad importante del modo TEM es que, en una línea ideal de transmisión (una que cumpla con la condición Heaviside), los parámetros de transmisión (impedancia característica y velocidad de grupo) no varían con la frecuencia de transmisión. Por esta razón, las líneas de transmisión TEM ideales no sufren dispersión, una forma de distorsión en la que los diferentes componentes de frecuencia viajan a velocidades distintas. La dispersión «desdibuja» la forma de la onda (que puede representar la información transmitida) a lo largo de la longitud de la línea. Todos los demás modos sufren de dispersión, lo que limita el ancho de banda alcanzable.

### Modos cuasi-TEM
Algunas líneas planar, como el microstrip, no tienen un dieléctrico homogéneo; el material dieléctrico por encima y por debajo de la línea es diferente. Estas geometrías no pueden soportar un modo TEM verdadero, ya que hay un componente del campo electromagnético paralelo a la dirección de la línea. Sin embargo, la transmisión puede ser casi TEM, y a este modo se le llama cuasi-TEM. En una línea TEM, las discontinuidades (como huecos y postes, usados para filtros y otros dispositivos) tienen una impedancia puramente reactiva, es decir, pueden almacenar energía pero no disiparla. En la mayoría de las líneas quasi-TEM, estas estructuras también tienen un componente resistivo en su impedancia debido a la radiación desde la estructura, lo que causa pérdidas en el circuito. Problemas similares ocurren en curvas y esquinas de la línea. Estas pérdidas pueden mitigarse utilizando un material de alta permitividad como sustrato, que permite que una mayor proporción de la onda quede contenida en el dieléctrico, haciendo que el medio de transmisión sea más homogéneo y el modo más cercano a TEM.

### Modos transversales
En las guías de onda metálicas huecas y las guías de onda ópticas, puede existir un número ilimitado de modos transversales. Sin embargo, el modo TEM no puede propagarse, ya que requiere dos o más conductores separados para hacerlo. Los modos transversales se clasifican como eléctricos transversales (TE, o modos H) o magnéticos transversales (TM, o modos E), dependiendo de si todo el campo eléctrico o todo el campo magnético, respectivamente, es transversal. Siempre hay un componente longitudinal de uno de los campos. El modo exacto se identifica mediante un par de índices que cuentan el número de longitudes de onda o semilongitudes de onda a lo largo de dimensiones transversales específicas. Estos índices suelen escribirse sin separador, por ejemplo: TE10. La definición exacta depende de si la guía de onda es rectangular, circular o elíptica. En resonadores de guía de onda, se introduce un tercer índice para los modos, que indica el número de semilongitudes de onda en la dirección longitudinal.
Una característica de los modos TE y TM es que existe una frecuencia de corte definida por debajo de la cual no se produce transmisión. Esta frecuencia de corte depende del modo, y el modo con la frecuencia de corte más baja se denomina modo dominante. La propagación multimodo es generalmente indeseable. Por esta razón, los circuitos suelen diseñarse para operar en el modo dominante a frecuencias inferiores al límite de corte del siguiente modo más alto. Solo puede existir un modo, el dominante, en este rango de frecuencias.
Algunos tipos de estructuras planas diseñadas para operar como dispositivos TEM también pueden soportar modos TE y TM si no se toman medidas para suprimirlos. Los planos de tierra o las carcasas de blindaje pueden comportarse como guías de onda huecas y propagar estos modos. La supresión puede lograrse mediante tornillos de cortocircuito entre los planos de tierra o diseñando la carcasa para que sea demasiado pequeña para soportar frecuencias tan bajas como las operativas del circuito. Del mismo modo, un cable coaxial puede soportar modos TE y TM circulares que no requieren el conductor central para propagarse. Estos modos pueden suprimirse reduciendo el diámetro del cable.

### Modos de sección longitudinal
Algunas estructuras de líneas de transmisión no pueden soportar un modo TE o TM puro, pero sí pueden soportar modos que son una superposición lineal de modos TE y TM. En otras palabras, tienen un componente longitudinal de ambos campos, eléctrico y magnético. A estos modos se les denomina modos electromagnéticos híbridos (HEM). Un subconjunto de los modos HEM son los modos de sección longitudinal. Estos vienen en dos variedades:
- Modos eléctricos de sección longitudinal (LSE, longitudinal-section electric mode): tienen un campo eléctrico que es cero en una dirección transversal.
- Modos magnéticos de sección longitudinal (LSM, longitudinal-section magnetic mode): tienen un campo magnético que es cero en una dirección transversal.

Los modos LSE y LSM pueden ocurrir en tipos de líneas de transmisión planas con medios de transmisión no homogéneos. Las estructuras que no pueden soportar un modo TE o TM puro, si logran soportar transmisión, necesariamente lo hacen mediante un modo híbrido.

## Otros parámetros importantes

### Impedencia característica
La impedancia característica de una línea es la impedancia que encuentra una onda al viajar a lo largo de la línea. Depende únicamente de la geometría y los materiales de la línea, y no cambia con la terminación de la misma. Es necesario igualar la impedancia característica de la línea plana con la impedancia de los sistemas a los que se conecta. Muchos diseños de filtros requieren líneas con diferentes impedancias características, por lo que es ventajoso que una tecnología permita un buen rango de impedancias alcanzables. Las líneas estrechas tienen mayor impedancia que las anchas. El límite superior de impedancia está determinado por la resolución del proceso de fabricación, que impone un límite al grosor mínimo de las líneas. El límite inferior está definido por el ancho de línea a partir del cual pueden surgir modos de resonancia transversal no deseados.

### Factor de calidad
El factor de calidad (Q factor) es la relación entre la energía almacenada y la energía disipada por ciclo. Es el principal parámetro que caracteriza la calidad de los resonadores. En circuitos de líneas de transmisión, los resonadores se construyen frecuentemente a partir de secciones de línea de transmisión para construir filtros y otros dispositivos. El factor Q limita la pendiente de los bordes del filtro y su selectividad. Los principales factores que determinan el Q de un tipo plano son la permitividad del dieléctrico (una alta permitividad aumenta el Q) y las pérdidas dieléctricas, que lo disminuyen. Otros factores que reducen el Q son la resistencia del conductor y las pérdidas por radiación.
| Tipo de línea            | Modo dominante | Frecuencia máx. típica | Impedencia característica | Factor Q sin carga      |
| ------------------------ | -------------- | ---------------------- | ------------------------- | ----------------------- |
| Stripline                | TEM            | 60 GHz                 | 30–250 Ω a εr = 4.3       | 400                     |
| Suspended stripline      | TEM, cuasi-TEM | 220 GHz                | 40–150 Ω at εr = 10       | 600 at 30 GHz, εr = 10  |
| Microstrip               | Cuasi-TEM      | 110 GHz                | 10–110 Ω at εr = 10       | 250 at 30 GHz, εr = 10  |
| Guía de ondas coplanaria | Cuasi-TEM      | 110 GHz                | 40–110 Ω at εr = 10       | 200 at 30 GHz, εr = 10  |
| Slotline                 | Cuasi-TEM      | 110 GHz                | 35–250 Ω at εr = 10       | 200 at 30 GHz, εr = 10  |
| Finline                  | LSE, LSM       | 220 GHz                | 10–400 Ω at εr = 10       | 550 at 30 GHz, εr = 10  |
| Imageline                | TE, TM         | >100 GHz               | ≈26 Ω at εr = 10          | 2500 at 30 GHz, εr = 10 |

- εr representa la permitividad relativa del sustrato.

## Sustratos
Existen una amplia variedad de sustratos utilizados en tecnologías planas. Para circuitos impresos, se utiliza comúnmente epoxi reforzado con fibra de vidrio (grado FR-4). Los laminados de cerámica-PTFE con alta permitividad, como la placa Rogers Corporation 6010, están diseñados específicamente para aplicaciones de microondas. A frecuencias de microondas más altas, puede usarse un material cerámico como óxido de aluminio (alúmina) para circuitos integrados híbridos de microondas (MICs). En las frecuencias más altas de microondas, en la banda de milimétricas, puede emplearse un sustrato cristalino como zafiro o cuarzo. Los circuitos integrados monolíticos de microondas (MMICs) tendrán sustratos compuestos del material semiconductor del que está fabricado el chip, como silicio o arseniuro de galio, o un óxido depositado en el chip, como dióxido de silicio.
Las propiedades eléctricas del sustrato más relevantes son la permitividad relativa (εr) y la tangente de pérdida (δ). La permitividad relativa determina la impedancia característica para un ancho de línea dado y la velocidad de grupo de las señales que viajan por ella. Una alta permitividad permite obtener componentes impresos más pequeños, facilitando la miniaturización. En los tipos cuasi-TEM, la permitividad influye en cuánto del campo electromagnético queda contenido dentro del sustrato y cuánto se encuentra en el aire sobre él. La tangente de pérdida es una medida de las pérdidas dieléctricas, y se busca que sea lo más baja posible, especialmente en circuitos que requieren un alto factor Q.
Entre las propiedades mecánicas de interés están el espesor y la resistencia mecánica requerida del sustrato. En ciertos tipos, como suspended stripline finline, es ventajoso que el sustrato sea lo más delgado posible. Sin embargo, los componentes semiconductores delicados montados sobre un sustrato flexible pueden dañarse. Para evitar este problema, se puede elegir un material duro y rígido, como el cuarzo, en lugar de un tablero más fácil de mecanizar. En otros tipos, como la stripline homogénea, el sustrato puede ser mucho más grueso. Para antenas impresas, que se adaptan a la forma del dispositivo, se requieren sustratos flexibles y, por ende, muy delgados. El espesor necesario para un rendimiento eléctrico adecuado depende de la permitividad del material. El acabado superficial también es relevante: cierta rugosidad puede ser necesaria para garantizar la adhesión de la metalización, pero demasiada rugosidad genera pérdidas en el conductor, ya que la rugosidad de la metalización se vuelve significativa en comparación con la profundidad de penetración (efecto pelicular). Las propiedades térmicas también pueden ser importantes. La expansión térmica altera las propiedades eléctricas de las líneas y puede dañar conexiones como los orificios metalizados (plated through holes).
| Sustrato           | εr   | δ      |
| ------------------ | ---- | ------ |
| Silicio            | 11.9 | 0.015  |
| Arseniuro de galio | 12.9 | 0.002  |
| FR-4               | 04.3 | 0.022  |
| 6010               | 10.2 | 0.002  |
| Alúmina            | 09.8 | 0.0001 |
| Zafiro             | 09.4 | 0.0001 |
| Cuarzo             | 03.8 | 0.0001 |

## Tipos

### Stripline

Estructura de la stripline.

La stripline es un conductor en forma de tira incrustado en un material dieléctrico entre dos planos de tierra. Generalmente, se construye utilizando dos láminas de material dieléctrico sujetas juntas, con el patrón de la stripline en un lado de una de las láminas. La principal ventaja de la stripline frente a su principal rival, la microstrip, es que la transmisión se realiza exclusivamente en el modo TEM, libre de dispersión, al menos en las distancias típicas de las aplicaciones de stripline. Aunque la stripline puede soportar modos TE y TM, estos no suelen emplearse. Su principal desventaja es que no es tan fácil como la microstrip para incorporar componentes discretos. Si se incorporan componentes, es necesario realizar cortes en el dieléctrico, y estos no serán accesibles una vez ensamblados.

#### Suspended stripline

Suspended stripline.

La stripline suspendida es un tipo de stripline aérea en la que el sustrato se encuentra suspendido entre los planos de tierra, dejando un espacio de aire por encima y por debajo. El objetivo es minimizar las pérdidas dieléctricas haciendo que la onda viaje a través del aire. El dieléctrico sirve únicamente como soporte mecánico para la tira conductora. Debido a que la onda viaja a través de medios mixtos (aire y dieléctrico), el modo de transmisión no es completamente TEM, pero un dieléctrico delgado hace que este efecto sea insignificante. La stripline suspendida se utiliza en frecuencias intermedias de microondas, donde es superior a la microstrip en términos de pérdidas, pero no es tan voluminosa ni costosa como las guías de onda.

#### Otras variantes de stripline

Variantes de stripline: A, estándar;B, suspendida; C, suspendida bilateral; D, de dos conductores.

La idea de la stripline de dos conductores es compensar los espacios de aire entre los dos sustratos. Estos pequeños espacios son inevitables debido a tolerancias de fabricación y al grosor del conductor, y pueden favorecer la radiación fuera de la línea entre los planos de tierra. Al imprimir conductores idénticos en ambas placas, los campos quedan igualados en ambos sustratos, y el campo eléctrico en los espacios de aire se cancela debido a las dos líneas. Normalmente, una línea se fabrica ligeramente más pequeña para evitar que pequeños desalineamientos ensanchen efectivamente la línea, reduciendo así la impedancia característica.
La stripline suspendida bilateral concentra más el campo en el aire y casi nada en el sustrato, lo que permite un Q más alto en comparación con la stripline suspendida estándar. La desventaja de este diseño es que las dos líneas deben unirse a intervalos menores de un cuarto de longitud de onda. Además, esta estructura bilateral puede usarse para acoplar dos líneas independientes a lo largo de su lado ancho. Este diseño ofrece un acoplamiento mucho más fuerte que el acoplamiento lateral y permite la realización de circuitos de filtros de línea acoplada y acopladores direccionales que no son posibles con una stripline estándar.

### Microstrip

Microstrip.

La microstrip consiste en un conductor en forma de tira colocado sobre la superficie superior de una capa dieléctrica y un plano de tierra en la superficie inferior de esta capa. La onda electromagnética viaja parcialmente a través del dieléctrico y parcialmente en el aire sobre el conductor, resultando en una transmisión cuasi-TEM. A pesar de las desventajas del modo cuasi-TEM, la microstrip es frecuentemente preferida debido a su fácil compatibilidad con los circuitos impresos. En cualquier caso, estos efectos no son tan significativos en un circuito miniaturizado.
Otra desventaja de la microstrip es que tiene un rango más limitado de impedancias características que puede lograr, en comparación con otros tipos. Algunos diseños de circuitos requieren impedancias características de 150 Ω o más, algo que generalmente no es posible con la microstrip. Por lo tanto, esos circuitos no están disponibles para el diseñador o se debe incluir una transición a otro tipo de línea para los componentes que requieran alta impedancia.

Antena F invertida de microstrip.

La tendencia de la microstrip a radiar generalmente es una desventaja, pero cuando se trata de crear antenas, resulta ser una ventaja positiva. Es muy fácil fabricar una antena de parche en microstrip, y una variante del parche, la antena planar F invertida, es la más utilizada en dispositivos móviles.

#### Variantes de microstrip

Variantes de microstrip: A, estándar; B, suspendida; C, invertida; D, en caja; E, invertida con blindaje.

La microstrip suspendida tiene el mismo objetivo que la stripline suspendida: dirigir el campo hacia el aire en lugar del dieléctrico para reducir pérdidas y dispersión. La permitividad reducida da lugar a componentes impresos más grandes, lo que limita la miniaturización, pero facilita la fabricación de los componentes. Suspender el sustrato también incrementa la frecuencia máxima a la que este tipo puede ser utilizado.
La microstrip invertida posee propiedades similares a la microstrip suspendida, con el beneficio adicional de que la mayor parte del campo se encuentra en el aire entre el conductor y el plano de tierra. Hay muy poco campo disperso sobre el sustrato disponible para acoplarse con otros componentes. La microstrip invertida con blindaje encierra la línea en tres lados, previniendo algunos modos de orden superior que son posibles en estructuras más abiertas. Ubicar la línea en una caja blindada elimina completamente el acoplamiento no deseado, aunque esto requiere cortar el sustrato para ajustarlo a la caja, lo que imposibilita fabricar un dispositivo completo en un solo sustrato grande.

### Guía de ondas coplanaria y tiras coplanarias

Guía de ondas coplanaria.

La guía de ondas coplanaria (CPW, coplanar waveguide) tiene los conductores de retorno en la parte superior del sustrato, en el mismo plano que la línea principal, a diferencia de la stripline y la microstrip, donde los conductores de retorno son planos de tierra por encima o por debajo del sustrato. Los conductores de retorno se colocan a ambos lados de la línea principal y son lo suficientemente anchos como para considerarse que se extienden hasta el infinito. Al igual que la microstrip, la CPW tiene propagación cuasi-TEM.
La CPW es más sencilla de fabricar, ya que requiere únicamente un plano de metalización, y los componentes pueden montarse en superficie tanto en serie (uniendo una interrupción en la línea) como en paralelo (entre la línea y tierra). Los componentes en paralelo en la stripline y la microstrip requieren una conexión a través de la parte inferior del sustrato. Además, la CPW es más fácil de miniaturizar, ya que su impedancia característica depende de la relación entre el ancho de la línea y la distancia entre los conductores de retorno, en lugar del valor absoluto del ancho de la línea.
A pesar de sus ventajas, la CPW no ha resultado ser muy popular. Una desventaja es que los conductores de retorno ocupan una gran cantidad de espacio en la placa que no puede ser utilizado para montar componentes, aunque es posible en algunos diseños lograr una mayor densidad de componentes que con la microstrip. Más problemático es que la CPW presenta un segundo modo con frecuencia de corte cero, llamado modo de línea de ranura. Dado que este modo no puede evitarse operando por debajo de su frecuencia de corte, y los modos múltiples son indeseables, necesita ser suprimido. Este es un modo impar, lo que significa que los potenciales eléctricos en los dos conductores de retorno son iguales y opuestos. Por lo tanto, puede suprimirse uniendo los dos conductores de retorno. Esto puede lograrse con un plano de tierra inferior (guía de ondas coplanaria con respaldo conductor, CBCPW) y orificios chapados periódicos, o puentes de aire periódicos en la parte superior de la placa. Ambas soluciones complican la simplicidad básica de la CPW.

#### Variantes coplanares

Variantes de CPW: A, estándar; B, CBCPW; C, tiras coplanares; D, tiras coplanares embebidas.

Las tiras coplanares (también conocidas como stripline coplanaria o línea diferencial) se utilizan generalmente solo para aplicaciones de RF por debajo de la banda de microondas. La ausencia de un plano de tierra conduce a un patrón de campo mal definido, y las pérdidas causadas por campos dispersos son demasiado grandes en frecuencias de microondas. Por otro lado, la falta de planos de tierra permite que este tipo se integre fácilmente en estructuras multicapa.

### Slotline

Slotline.

Una slotline es una ranura cortada en la metalización de la superficie superior del sustrato. Es el dual de la microstrip: una línea dieléctrica rodeada por un conductor en lugar de una línea conductora rodeada por dieléctrico. El modo de propagación dominante es híbrido, cuasi-TE, con un pequeño componente longitudinal del campo eléctrico.
La slotline es esencialmente una línea balanceada, a diferencia de la stripline y la microstrip, que son líneas no balanceadas. Esto facilita especialmente la conexión de componentes en paralelo, ya que los componentes montados en superficie pueden colocarse cruzando la línea. Otra ventaja de la slotline es que facilita la creación de líneas de alta impedancia. La impedancia característica aumenta con el ancho de la línea (en comparación con la microstrip, donde disminuye con el ancho), por lo que no hay problemas con la resolución de impresión para líneas de alta impedancia.
Una desventaja de la slotline es que tanto la impedancia característica como la velocidad de grupo varían significativamente con la frecuencia, lo que la hace más dispersiva que la microstrip. Además, la slotline tiene un Q relativamente bajo.

#### Variantes de slotline

Variantes de slotline: A, estándar; B, antipodal; C, bilateral.

La slotline antipodal se utiliza donde se requieren impedancias características muy bajas. En líneas dieléctricas, una baja impedancia significa líneas estrechas (lo opuesto a las líneas conductoras), y hay un límite en el grosor mínimo que puede lograrse debido a la resolución de impresión. Con la estructura antipodal, los conductores pueden incluso superponerse sin riesgo de cortocircuito. La slotline bilateral ofrece ventajas similares a las de la stripline bilateral con aire.

### Guía de onda integrada en sustrato

Guía de onda integrada en sustrato.

La guía de onda integrada en sustrato (SIW, substrate-integrated waveguide), también conocida como guía de onda laminada o guía de onda con paredes de postes, es una guía de onda formada en el dieléctrico del sustrato. Consta de dos filas de postes o orificios metalizados y planos de tierra por encima y por debajo del sustrato, lo que confina la onda. El modo dominante es cuasi-TE. La SIW se diseñó como una alternativa más económica a la guía de onda metálica hueca, conservando muchas de sus ventajas. Su principal beneficio es que, al ser una guía de onda efectivamente cerrada, tiene considerablemente menos pérdidas por radiación que la microstrip. No hay acoplamientos no deseados de campos dispersos con otros componentes del circuito. Además, la SIW tiene un Q alto, alta capacidad de manejo de potencia y, al ser una tecnología planar, es más fácil de integrar con otros componentes.
La SIW puede implementarse en placas de circuito impreso o como cerámica cocida a baja temperatura cocida (LTCC). Este último método es particularmente adecuado para implementar SIW. Los circuitos activos no se implementan directamente en SIW; la técnica habitual es realizarlos en stripline con una transición stripline-SIW. Las antenas pueden crearse directamente en SIW cortando ranuras en los planos de tierra. También puede fabricarse una antena de bocina ensanchando las filas de postes al final de la guía de onda.

#### Variantes de SIW
Existe una versión de SIW de la guía de onda con nervio (ridge waveguide). La guía de onda con nervio es una guía de onda metálica hueca rectangular con una pared longitudinal interna en el plano E. Su principal ventaja es su amplio ancho de banda. Implementar una guía de onda con nervio en SIW no es fácil en placas de circuito impreso, ya que el equivalente al nervio sería una fila de postes que no atraviesa completamente la placa. Sin embargo, esta estructura puede crearse más fácilmente en LTCC.

### Finline

Finline.

La finline consiste en una hoja de dieléctrico metalizado insertada en el plano E de una guía de onda metálica rectangular. Este formato mixto a veces se denomina cuasi-planar. El diseño no está destinado a generar modos de guía de onda en la guía rectangular como tal, sino que se corta una línea en la metalización, exponiendo el dieléctrico, que actúa como una línea de transmisión. Por tanto, la finline es un tipo de guía de onda dieléctrica y puede considerarse como una slotline blindada.
La finline es similar a la guía de onda con nervio en el sentido de que la metalización del sustrato representa el nervio y la finline representa la ranura. En la guía de onda con nervio, se pueden construir filtros variando la altura del nervio siguiendo un patrón. Una forma común de fabricar estos filtros es usar una hoja delgada de metal con recortes (típicamente, una serie de agujeros rectangulares) e insertarla en la guía de onda de manera similar a la finline. Un filtro finline puede implementar patrones de complejidad arbitraria, mientras que el filtro de inserción metálica está limitado por la necesidad de soporte mecánico.
La finline se ha utilizado en frecuencias de hasta 220 GHz y ha sido probada experimentalmente hasta al menos 700 GHz. En estas frecuencias, tiene una ventaja considerable sobre la microstrip debido a sus bajas pérdidas, y puede fabricarse con técnicas de bajo costo similares a las de los circuitos impresos. También está libre de radiación, ya que está completamente encerrada en la guía de onda rectangular. Un dispositivo de inserción metálica tiene pérdidas aún más bajas porque utiliza un dieléctrico de aire, pero está limitado en la complejidad del circuito. Una solución completamente basada en guías de onda para un diseño complejo mantiene las bajas pérdidas del dieléctrico de aire, pero sería mucho más voluminoso y significativamente más costoso de fabricar. Una ventaja adicional de la finline es que puede alcanzar un rango particularmente amplio de impedancias características. Sin embargo, el sesgo de transistores y diodos no puede lograrse enviando corriente a través de la línea principal de transmisión, como se hace en stripline y microstrip, ya que la finline no es un conductor. Es necesario disponer de arreglos separados para el sesgo en finline.

#### Variantes de finline

Variantes de finline: A, estándar (unilateral); B, bilateral; C, antipodal; D, antipodal fuertemente acoplada; E, aislada.

La finline unilateral es el diseño más simple y fácil de fabricar, pero la finline bilateral tiene menos pérdidas, al igual que la stripline bilateral suspendida, y por razones similares. El alto Q de la finline bilateral suele hacerla la elección para aplicaciones de filtros. La finline antipodal se usa donde se requiere una impedancia característica muy baja. Cuanto más fuerte es el acoplamiento entre los dos planos, más baja es la impedancia. La finline aislada se utiliza en circuitos que contienen componentes activos que necesitan líneas de sesgo. El Q de la finline aislada es menor que el de otros tipos, por lo que no se usa normalmente en otras aplicaciones.

### Imageline

Imageline.

La línea de imagen (imageline), también conocida como image line o image guide, es una forma planar de guía de onda de losa dieléctrica. Consiste en una tira de dieléctrico, a menudo alúmina, sobre una lámina metálica. En este tipo de guía, no hay un sustrato dieléctrico que se extienda en todas las direcciones horizontales, solo la línea dieléctrica. Se llama así porque el plano de tierra actúa como un espejo, dando como resultado una línea equivalente a una losa dieléctrica sin plano de tierra, pero con el doble de altura. Muestra potencial para su uso en frecuencias de microondas más altas, alrededor de 100 GHz, aunque sigue siendo en gran medida experimental. Por ejemplo, teóricamente son posibles factores de calidad (Q) en el rango de miles, pero la radiación en las curvas y las pérdidas en el adhesivo dieléctrico-metal reducen significativamente este valor. Una desventaja de la imageline es que su impedancia característica está fijada en un único valor, alrededor de 26 Ω.
La imageline  soporta modos TE y TM. Los modos TE y TM dominantes tienen una frecuencia de corte de cero, a diferencia de las guías de onda metálicas huecas, cuyos modos TE y TM tienen una frecuencia finita por debajo de la cual no puede ocurrir propagación. A medida que la frecuencia se aproxima a cero, el componente longitudinal del campo disminuye y el modo se aproxima asintóticamente al modo TEM. Por tanto, la imageline comparte la propiedad de poder propagar ondas a frecuencias arbitrariamente bajas con las líneas tipo TEM, aunque no puede realmente soportar una onda TEM. A pesar de esto, la imageline no es una tecnología adecuada para frecuencias bajas. Otra desventaja de la imageline es que debe ser fabricada con precisión, ya que la rugosidad de la superficie aumenta las pérdidas por radiación.

#### Variantes de imageline y otras líneas dieléctricas

Variantes de imageline: A, estándar; B, insular; C, atrapada. Otras líneas dieléctricas: D, línea nervada; E, guía dieléctrica en tira; F, guía dieléctrica invertida.

En imageline insular, una capa delgada de material aislante de baja permitividad se deposita sobre el plano de tierra metálico, y la imageline de mayor permitividad se coloca encima. Esta capa aislante tiene el efecto de reducir las pérdidas por conducción. Este tipo también presenta menores pérdidas por radiación en tramos rectos, pero, al igual que la imageline estándar, las pérdidas por radiación son altas en curvas y esquinas. La imageline atrapada supera este inconveniente, pero es más compleja de fabricar, ya que compromete la simplicidad de la estructura planar.
La ribline es una línea dieléctrica mecanizada a partir del sustrato como una sola pieza. Tiene propiedades similares a la imageline insular. Al igual que la imageline, requiere un mecanizado preciso. La guía dieléctrica en tira (strip dielectric guide) es una tira de baja permitividad (generalmente plástico) colocada sobre un sustrato de alta permitividad, como la alúmina. El campo está mayormente contenido en el sustrato entre la tira y el plano de tierra. Por esta razón, este tipo no requiere el mecanizado preciso que exigen la imageline estándar y la ribline. La guía dieléctrica en tira invertida (inverted strip dielectric guide) presenta menores pérdidas por conducción porque el campo en el sustrato se ha alejado del conductor, pero tiene mayores pérdidas por radiación.

### Múltiples capas
Los circuitos multicapa pueden construirse en placas de circuitos impresos o en circuitos integrados monolíticos, pero la cerámica de baja temperatura cocida (LTCC) es la tecnología más adecuada para implementar líneas de transmisión planares como multicapa. En un circuito multicapa, al menos algunas líneas estarán enterradas, completamente encerradas en dieléctrico. Por tanto, las pérdidas no serán tan bajas como en tecnologías más abiertas, pero se pueden lograr circuitos muy compactos con LTCC multicapa.

## Transiciones

Transiciones: A, microstrip a SIW, B, CPW a SIW, C, microstrip a CPW (la línea discontinua marca el límite del plano de tierra del microstrip), D, CPW a línea ranurada (slotline).

Diferentes partes de un sistema pueden implementarse mejor con distintos tipos de líneas. Por ello, se requieren transiciones entre los diversos tipos. Las transiciones entre líneas conductoras desequilibradas son relativamente sencillas: generalmente consisten en asegurar la continuidad del conductor a través de la transición y garantizar una buena adaptación de impedancia. Lo mismo aplica para transiciones a tipos no planares, como las líneas coaxiales. En una transición entre stripline y microstrip, es necesario garantizar que ambos planos de tierra del stripline estén adecuadamente conectados al plano de tierra del microstrip. Uno de estos planos de tierra puede ser continuo durante la transición, pero el otro termina en este punto. Un problema similar ocurre en la transición microstrip a CPW, como se muestra en el punto C del diagrama. Aunque cada tipo tiene solo un plano de tierra, este cambia de un lado del sustrato al otro en la transición. Esto puede evitarse imprimiendo las líneas microstrip y CPW en lados opuestos del sustrato, manteniendo el plano de tierra continuo en un lado y utilizando un via para la línea en la transición.
Las transiciones entre líneas conductoras y líneas o guías dieléctricas son más complejas, ya que implican un cambio de modo. Estas transiciones suelen consistir en formar una antena en un tipo de línea que actúe como lanzador hacia el nuevo tipo. Ejemplos incluyen la conversión de CPW o microstrip a línea ranurada (slotline) o guía de onda integrada en sustrato (SIW). Para dispositivos inalámbricos, también se requieren transiciones hacia las antenas externas.
Las transiciones hacia y desde finline se tratan de manera similar a las slotline, pero es más natural que las transiciones de finline vayan hacia guías de onda, ya que estas ya están presentes. Una transición simple hacia una guía de onda consiste en un estrechamiento exponencial suave (antena Vivaldi) de la finline desde una línea estrecha hasta la altura total de la guía de onda. Las primeras aplicaciones de finline se usaron para acoplar a guías de onda circulares.
Una transición de una línea balanceada a una línea no balanceada requiere un circuito balun. Un ejemplo es la transición de CPW a slotline, como se muestra en el punto D del diagrama. En este caso, el balun consiste en un stub dieléctrico radial. Un componente adicional en este circuito es  un puente de aire que conecta los dos planos de tierra de la CPW. Todas las transiciones tienen ciertas pérdidas por inserción y añaden complejidad al diseño. En algunos casos, es ventajoso diseñar con un único tipo integrado para minimizar el número de transiciones, incluso si el tipo utilizado no es óptimo para cada uno de los circuitos componentes.

## Historia
El desarrollo de las tecnologías planares comenzó impulsado por las necesidades del ejército estadounidense, pero actualmente se encuentran en productos de consumo masivo, como teléfonos móviles y receptores de TV por satélite. Según Thomas H. Lee, Harold A. Wheeler pudo haber experimentado con líneas coplanares ya en la década de 1930, pero la primera línea de transmisión planar documentada fue la stripline, inventada por Robert M. Barrett del Air Force Cambridge Research Center y publicada por Barrett y Barnes en 1951.
Aunque la publicación ocurrió en los años 50, la stripline ya se utilizaba durante la Segunda Guerra Mundial. Según Barrett, el primer divisor de potencia en stripline fue construido por V. H. Rumsey y H. W. Jamieson durante este período. Además de emitir contratos, Barrett fomentó la investigación en otras organizaciones, como el Airborne Instruments Laboratory Inc. (AIL). La microstrip apareció poco después, en 1952, gracias a Grieg y Engelmann. La calidad de los materiales dieléctricos comunes inicialmente no era adecuada para circuitos de microondas, y por ello su uso no se generalizó hasta la década de 1960. La stripline y la microstrip eran rivales comerciales. Stripline era la marca de AIL, que fabricaba air stripline, mientras que la microstrip era producida por ITT. Más tarde, Sanders Associates fabricó stripline rellena de dieléctrico bajo la marca triplate. Con el tiempo, el término stripline se volvió genérico, y se utiliza air stripline o suspended stripline para distinguir el tipo original.
Inicialmente, la stripline fue preferida frente a su rival debido a problemas de dispersión. En la década de 1960, la necesidad de incorporar componentes miniaturizados de estado sólido en los MICs inclinó la balanza a favor de la microstrip. La miniaturización también favoreció el uso de microstrip, ya que sus desventajas no son tan severas en un circuito miniaturizado. No obstante, la stripline sigue siendo la opción elegida cuando se requiere operar en un rango amplio de frecuencias.
La primera línea dieléctrica planar en forma de losa, imageline, fue desarrollada por King en 1952. King usó inicialmente imageline semicircular, haciéndola equivalente al ya bien estudiado dieléctrico de barra circular. En 1968, Cohn introdujo la slotline, el primer tipo de línea dieléctrica planar impresa. La coplanar waveguide (CPW) fue desarrollada por Wen en 1969. La finline, como tecnología impresa, fue presentada por Meier en 1972, aunque Robertson ya había creado estructuras similares a finline mucho antes (1955–1956) utilizando insertos metálicos. Robertson fabricó circuitos para diplexores y acopladores, y acuñó el término «finline». La SIW fue descrita por primera vez por Hirokawa y Ando en 1998.
Al principio, los componentes fabricados con tecnologías planares se construían como partes discretas conectadas entre sí, generalmente mediante líneas coaxiales y conectores. Pronto se comprendió que el tamaño de los circuitos podía reducirse significativamente conectando directamente los componentes con líneas planares dentro de un mismo encapsulado. Esto llevó al concepto de MICs híbridos: híbridos porque incluían componentes concentrados en diseños conectados con líneas planares. 
Desde la década de 1970, ha habido una gran proliferación de nuevas variaciones de los tipos planares básicos para facilitar la miniaturización y la producción en masa. Una mayor miniaturización fue posible con la introducción de los MMICs. En esta tecnología, las líneas de transmisión planares se incorporan directamente en la placa semiconductora donde se fabrican los componentes del circuito integrado. El primer MMIC, un amplificador de banda X, fue desarrollado por Pengelly y Turner de Plessey en 1976.

## Galería de circuitos

Circuitos planos.

Una pequeña selección de los numerosos circuitos que pueden construirse con líneas de transmisión planares se muestra en la figura. Estos circuitos pertenecen a una clase de circuitos de elementos distribuidos. Los acopladores direccionales de tipos microstrip y slotline se muestran en los puntos A y B, respectivamente.
En general, un circuito construido con líneas conductoras como stripline o microstrip tiene una forma dual en líneas dieléctricas, como slotline o finline, invirtiendo los roles de conductor y aislante. Las anchos de las líneas en ambos tipos están inversamente relacionados: líneas conductoras estrechas resultan en alta impedancia, mientras que en líneas dieléctricas, el resultado es baja impedancia. Otro ejemplo de circuitos duales es el filtro paso banda formado por líneas acopladas, mostrado en el punto C para líneas conductoras y en el punto D para líneas dieléctricas.
Cada sección de la línea actúa como un resonador en los filtros de líneas acopladas. Otro tipo de resonador se muestra en el filtro de paso de banda SIW en el punto E, donde los postes colocados en el centro de la guía de ondas actúan como resonadores. El elemento F es un anillo híbrido slotline que combina alimentaciones CPW y slotline en sus puertos. La versión microstrip de este circuito requiere que una sección del anillo tenga tres cuartos de longitud de onda. En la versión slotline/CPW, todas las secciones son de un cuarto de longitud de onda debido a una inversión de fase de 180° en la unión de la slotline.